# Grenze zwischen Frankreich und Spanien

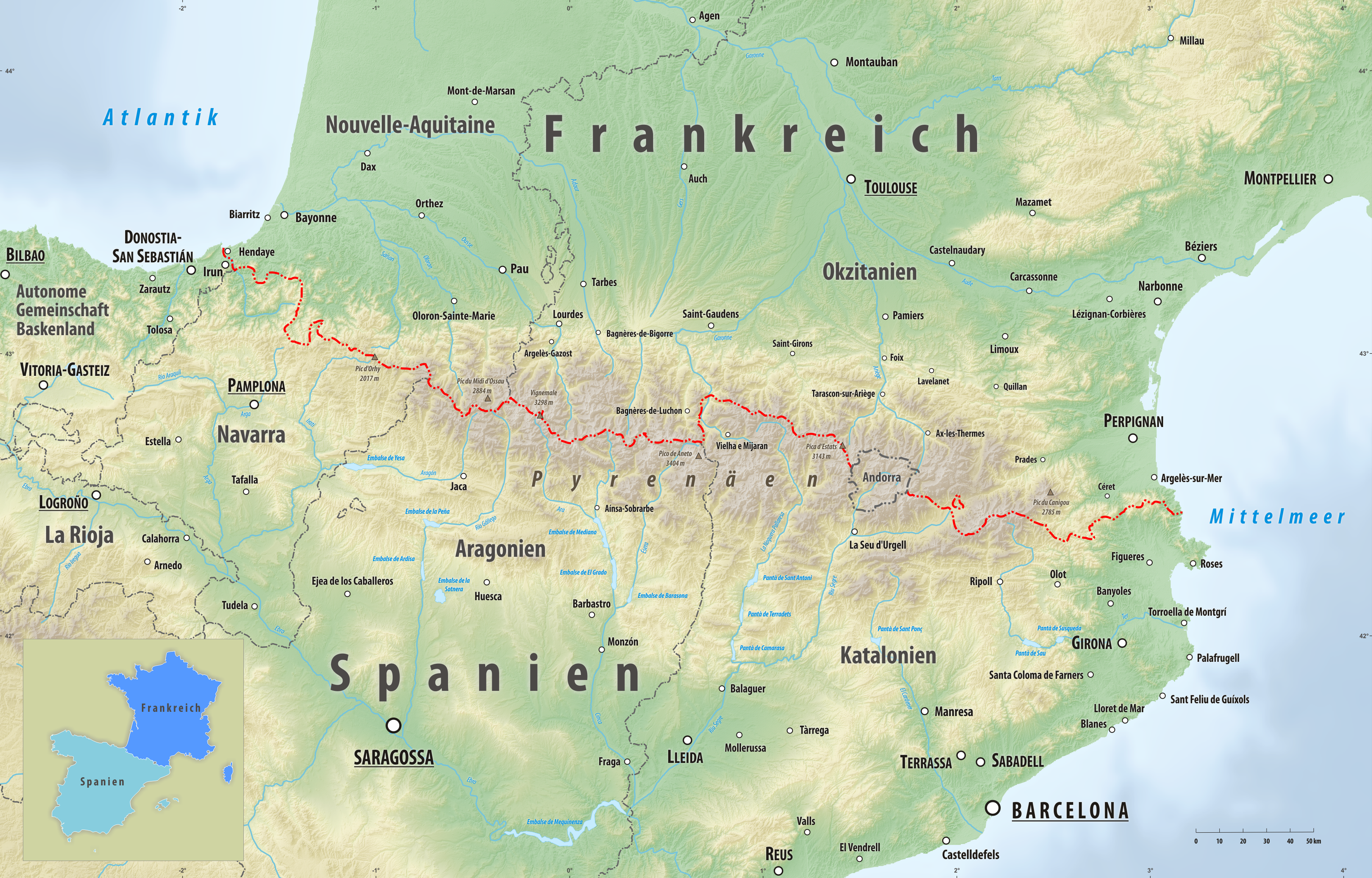
Grenzverlauf Frankreich-Spanien

Die Grenze zwischen Frankreich und Spanien hat eine Länge von 646 Kilometern.
Die Gemeinde Llívia ist als spanische Exklave vollständig von französischem Territorium umgeben. Die unbewohnte Fasaneninsel ist ein französisch-spanisches Kondominium. 
Zwischen den beiden Staaten liegt das Fürstentum Andorra. 

## Gemeinden an der Staatsgrenze (von West nach Ost)
| S P A N I E N                    | S P A N I E N         | S P A N I E N                       | S P A N I E N            |                 | F R A N K R E I C H | F R A N K R E I C H | F R A N K R E I C H      | F R A N K R E I C H |
| Region                           | Provinz               | Gemeinde                            | Grenz- übertritt         |                 | Grenz- übertritt    | Gemeinde            | Département              | Region              |
| -------------------------------- | --------------------- | ----------------------------------- | ------------------------ | --------------- | ------------------- | ------------------- | ------------------------ | ------------------- |
| Atlantischer Ozean               |                       |                                     |                          |                 |                     |                     |                          |                     |
| Autonome Gemeinschaft Baskenland | Gipuzkoa              | Hondarribia                         |                          | B i d a s o a   |                     | Hendaye             | Pyrénées-Atlantiques     | Nouvelle-Aquitaine  |
| Autonome Gemeinschaft Baskenland | Gipuzkoa              | Irun                                |                          | B i d a s o a   |                     | Hendaye             | Pyrénées-Atlantiques     | Nouvelle-Aquitaine  |
| Autonome Gemeinschaft Baskenland | Gipuzkoa              | Urrugne                             |                          | B i d a s o a   |                     |                     | Pyrénées-Atlantiques     | Nouvelle-Aquitaine  |
| Autonome Gemeinschaft Baskenland | Gipuzkoa              | Biriatou                            |                          | B i d a s o a   |                     |                     | Pyrénées-Atlantiques     | Nouvelle-Aquitaine  |
| Navarra                          |                       | Bera                                |                          | P y r e n ä e n |                     |                     | Pyrénées-Atlantiques     | Nouvelle-Aquitaine  |
| Navarra                          | Urrugne               | Bera                                |                          | P y r e n ä e n |                     |                     | Pyrénées-Atlantiques     | Nouvelle-Aquitaine  |
| Navarra                          | Ascain                | Bera                                |                          | P y r e n ä e n |                     |                     | Pyrénées-Atlantiques     | Nouvelle-Aquitaine  |
| Navarra                          | Sare                  | Bera                                |                          | P y r e n ä e n |                     |                     | Pyrénées-Atlantiques     | Nouvelle-Aquitaine  |
| Navarra                          | Etxalar               |                                     |                          | P y r e n ä e n |                     |                     | Pyrénées-Atlantiques     | Nouvelle-Aquitaine  |
| Navarra                          | Baztan                |                                     |                          | P y r e n ä e n |                     |                     | Pyrénées-Atlantiques     | Nouvelle-Aquitaine  |
| Navarra                          | Saint-Pée-sur-Nivelle |                                     |                          | P y r e n ä e n |                     |                     | Pyrénées-Atlantiques     | Nouvelle-Aquitaine  |
| Navarra                          | Urdax                 |                                     |                          | P y r e n ä e n |                     |                     | Pyrénées-Atlantiques     | Nouvelle-Aquitaine  |
| Navarra                          | Ainhoa                |                                     |                          | P y r e n ä e n |                     |                     | Pyrénées-Atlantiques     | Nouvelle-Aquitaine  |
| Navarra                          | Baztan                |                                     |                          | P y r e n ä e n |                     |                     | Pyrénées-Atlantiques     | Nouvelle-Aquitaine  |
| Navarra                          | Espelette             |                                     |                          | P y r e n ä e n |                     |                     | Pyrénées-Atlantiques     | Nouvelle-Aquitaine  |
| Navarra                          | Itxassou              |                                     |                          | P y r e n ä e n |                     |                     | Pyrénées-Atlantiques     | Nouvelle-Aquitaine  |
| Navarra                          | Bidarray              |                                     |                          | P y r e n ä e n |                     |                     | Pyrénées-Atlantiques     | Nouvelle-Aquitaine  |
| Navarra                          | Banca                 |                                     |                          | P y r e n ä e n |                     |                     | Pyrénées-Atlantiques     | Nouvelle-Aquitaine  |
| Navarra                          | Aldudes               |                                     |                          | P y r e n ä e n |                     |                     | Pyrénées-Atlantiques     | Nouvelle-Aquitaine  |
| Navarra                          | Urepel                |                                     |                          | P y r e n ä e n |                     |                     | Pyrénées-Atlantiques     | Nouvelle-Aquitaine  |
| Navarra                          | Erro                  |                                     |                          | P y r e n ä e n |                     |                     | Pyrénées-Atlantiques     | Nouvelle-Aquitaine  |
| Navarra                          | Banca                 |                                     |                          | P y r e n ä e n |                     |                     | Pyrénées-Atlantiques     | Nouvelle-Aquitaine  |
| Navarra                          | Burguete              |                                     |                          | P y r e n ä e n |                     |                     | Pyrénées-Atlantiques     | Nouvelle-Aquitaine  |
| Navarra                          | Luzaide/Valcarlos     |                                     |                          | P y r e n ä e n |                     |                     | Pyrénées-Atlantiques     | Nouvelle-Aquitaine  |
| Navarra                          | Lasse                 |                                     |                          | P y r e n ä e n |                     |                     | Pyrénées-Atlantiques     | Nouvelle-Aquitaine  |
| Navarra                          | 1*                    |                                     | Arnéguy                  |                 |                     |                     | Pyrénées-Atlantiques     | Nouvelle-Aquitaine  |
| Navarra                          | P y r e n ä e n       |                                     | Arnéguy                  |                 |                     |                     | Pyrénées-Atlantiques     | Nouvelle-Aquitaine  |
| Navarra                          | Orbaizeta             |                                     | Arnéguy                  |                 |                     |                     | Pyrénées-Atlantiques     | Nouvelle-Aquitaine  |
| Navarra                          | Saint-Michel          |                                     |                          |                 |                     |                     | Pyrénées-Atlantiques     | Nouvelle-Aquitaine  |
| Navarra                          | Estérençuby           |                                     |                          |                 |                     |                     | Pyrénées-Atlantiques     | Nouvelle-Aquitaine  |
| Navarra                          | Lecumberry            |                                     |                          |                 |                     |                     | Pyrénées-Atlantiques     | Nouvelle-Aquitaine  |
| Navarra                          | Ochagavía             |                                     |                          |                 |                     |                     | Pyrénées-Atlantiques     | Nouvelle-Aquitaine  |
| Navarra                          | Larrau                |                                     |                          |                 |                     |                     | Pyrénées-Atlantiques     | Nouvelle-Aquitaine  |
| Navarra                          | Uztárroz              |                                     |                          |                 |                     |                     | Pyrénées-Atlantiques     | Nouvelle-Aquitaine  |
| Navarra                          | Isaba                 |                                     |                          |                 |                     |                     | Pyrénées-Atlantiques     | Nouvelle-Aquitaine  |
| Navarra                          | Sainte-Engrâce        |                                     |                          |                 |                     |                     | Pyrénées-Atlantiques     | Nouvelle-Aquitaine  |
| Navarra                          | Arette                |                                     |                          |                 |                     |                     | Pyrénées-Atlantiques     | Nouvelle-Aquitaine  |
| Navarra                          | Lées-Athas            |                                     |                          |                 |                     |                     | Pyrénées-Atlantiques     | Nouvelle-Aquitaine  |
| Navarra                          | Lescuns               |                                     |                          |                 |                     |                     | Pyrénées-Atlantiques     | Nouvelle-Aquitaine  |
| Aragonien                        | Huesca                | Ansó                                |                          |                 |                     |                     | Pyrénées-Atlantiques     | Nouvelle-Aquitaine  |
| Aragonien                        | Huesca                | Ansó                                | Accous                   |                 |                     |                     | Pyrénées-Atlantiques     | Nouvelle-Aquitaine  |
| Aragonien                        | Huesca                | Ansó                                | Borce                    |                 |                     |                     | Pyrénées-Atlantiques     | Nouvelle-Aquitaine  |
| Aragonien                        | Huesca                | Ansó                                | Urdos                    |                 |                     |                     | Pyrénées-Atlantiques     | Nouvelle-Aquitaine  |
| Aragonien                        | Huesca                | Aísa                                |                          |                 |                     |                     | Pyrénées-Atlantiques     | Nouvelle-Aquitaine  |
| Aragonien                        | Huesca                | Jaca                                |                          |                 |                     |                     | Pyrénées-Atlantiques     | Nouvelle-Aquitaine  |
| Aragonien                        | Huesca                | Laruns                              |                          |                 |                     |                     | Pyrénées-Atlantiques     | Nouvelle-Aquitaine  |
| Aragonien                        | Huesca                | Canfranc                            |                          |                 |                     |                     | Pyrénées-Atlantiques     | Nouvelle-Aquitaine  |
| Aragonien                        | Huesca                | Sallent de Gállego                  |                          |                 |                     |                     | Pyrénées-Atlantiques     | Nouvelle-Aquitaine  |
| Aragonien                        | Huesca                |                                     | Arrens-Marsous           | Hautes-Pyrénées | Okzitanien          |                     |                          |                     |
| Aragonien                        | Huesca                | Estaing                             |                          | Hautes-Pyrénées | Okzitanien          |                     |                          |                     |
| Aragonien                        | Huesca                | Cauterets                           |                          | Hautes-Pyrénées | Okzitanien          |                     |                          |                     |
| Aragonien                        | Huesca                | Panticosa                           |                          | Hautes-Pyrénées | Okzitanien          |                     |                          |                     |
| Aragonien                        | Huesca                | Torla-Ordesa                        |                          | Hautes-Pyrénées | Okzitanien          |                     |                          |                     |
| Aragonien                        | Huesca                | Gavarnie-Gèdre                      |                          | Hautes-Pyrénées | Okzitanien          |                     |                          |                     |
| Aragonien                        | Huesca                | Fanlo                               |                          | Hautes-Pyrénées | Okzitanien          |                     |                          |                     |
| Aragonien                        | Huesca                | Bielsa                              |                          | Hautes-Pyrénées | Okzitanien          |                     |                          |                     |
| Aragonien                        | Huesca                | Aragnouet                           |                          | Hautes-Pyrénées | Okzitanien          |                     |                          |                     |
| Aragonien                        | Huesca                | Tramezaïgues                        |                          | Hautes-Pyrénées | Okzitanien          |                     |                          |                     |
| Aragonien                        | Huesca                | Saint-Lary-Soulan                   |                          | Hautes-Pyrénées | Okzitanien          |                     |                          |                     |
| Aragonien                        | Huesca                | Gistaín                             |                          | Hautes-Pyrénées | Okzitanien          |                     |                          |                     |
| Aragonien                        | Huesca                | Génos                               |                          | Hautes-Pyrénées | Okzitanien          |                     |                          |                     |
| Aragonien                        | Huesca                | Loudenvielle                        |                          | Hautes-Pyrénées | Okzitanien          |                     |                          |                     |
| Aragonien                        | Huesca                | Benasque                            |                          | Hautes-Pyrénées | Okzitanien          |                     |                          |                     |
| Aragonien                        | Huesca                |                                     | Oô                       | Haute-Garonne   | Okzitanien          |                     |                          |                     |
| Aragonien                        | Huesca                | Cazeaux-de-Larboust                 |                          | Haute-Garonne   | Okzitanien          |                     |                          |                     |
| Aragonien                        | Huesca                | Castillon-de-Larboust               |                          | Haute-Garonne   | Okzitanien          |                     |                          |                     |
| Aragonien                        | Huesca                | Saint-Aventin                       |                          | Haute-Garonne   | Okzitanien          |                     |                          |                     |
| Aragonien                        | Huesca                | Bagnères-de-Luchon                  |                          | Haute-Garonne   | Okzitanien          |                     |                          |                     |
| Katalonien                       | Lleida                | Vielha e Mijaran                    |                          | Haute-Garonne   | Okzitanien          |                     |                          |                     |
| Katalonien                       | Lleida                | Es Bòrdes                           |                          | Haute-Garonne   | Okzitanien          |                     |                          |                     |
| Katalonien                       | Lleida                | Vilamòs                             |                          | Haute-Garonne   | Okzitanien          |                     |                          |                     |
| Katalonien                       | Lleida                | Es Bòrdes                           |                          | Haute-Garonne   | Okzitanien          |                     |                          |                     |
| Katalonien                       | Lleida                | Arres                               |                          | Haute-Garonne   | Okzitanien          |                     |                          |                     |
| Katalonien                       | Lleida                | Bossòst                             |                          | Haute-Garonne   | Okzitanien          |                     |                          |                     |
| Katalonien                       | Lleida                | Saint-Mamet                         |                          | Haute-Garonne   | Okzitanien          |                     |                          |                     |
| Katalonien                       | Lleida                | Montauban-de-Luchon                 |                          | Haute-Garonne   | Okzitanien          |                     |                          |                     |
| Katalonien                       | Lleida                | Juzet-de-Luchon                     |                          | Haute-Garonne   | Okzitanien          |                     |                          |                     |
| Katalonien                       | Lleida                | Sode                                |                          | Haute-Garonne   | Okzitanien          |                     |                          |                     |
| Katalonien                       | Lleida                | Les                                 |                          | Haute-Garonne   | Okzitanien          |                     |                          |                     |
| Katalonien                       | Lleida                | Artigue                             |                          | Haute-Garonne   | Okzitanien          |                     |                          |                     |
| Katalonien                       | Lleida                | Bausen                              |                          | Haute-Garonne   | Okzitanien          |                     |                          |                     |
| Katalonien                       | Lleida                | Gouaux-de-Luchon                    |                          | Haute-Garonne   | Okzitanien          |                     |                          |                     |
| Katalonien                       | Lleida                | Arlos                               |                          | Haute-Garonne   | Okzitanien          |                     |                          |                     |
| Katalonien                       | Lleida                | Fos                                 |                          | Haute-Garonne   | Okzitanien          |                     |                          |                     |
| Katalonien                       | Lleida                | Melles                              |                          | Haute-Garonne   | Okzitanien          |                     |                          |                     |
| Katalonien                       | Lleida                |                                     | Sentein                  | Ariège          | Okzitanien          |                     |                          |                     |
| Katalonien                       | Lleida                | Naut Aran                           | Sentein                  | Ariège          | Okzitanien          |                     |                          |                     |
| Katalonien                       | Lleida                | Bonac-Irazein                       |                          | Ariège          | Okzitanien          |                     |                          |                     |
| Katalonien                       | Lleida                | Bordes-Uchentein                    |                          | Ariège          | Okzitanien          |                     |                          |                     |
| Katalonien                       | Lleida                | Alt Àneu                            |                          | Ariège          | Okzitanien          |                     |                          |                     |
| Katalonien                       | Lleida                | Seix                                |                          | Ariège          | Okzitanien          |                     |                          |                     |
| Katalonien                       | Lleida                | Couflens                            |                          | Ariège          | Okzitanien          |                     |                          |                     |
| Katalonien                       | Lleida                | La Guingueta d’Àneu                 |                          | Ariège          | Okzitanien          |                     |                          |                     |
| Katalonien                       | Lleida                | Lladorre                            |                          | Ariège          | Okzitanien          |                     |                          |                     |
| Katalonien                       | Lleida                | Ustou                               |                          | Ariège          | Okzitanien          |                     |                          |                     |
| Katalonien                       | Lleida                | Aulus-les-Bains                     |                          | Ariège          | Okzitanien          |                     |                          |                     |
| Katalonien                       | Lleida                | Auzat                               |                          | Ariège          | Okzitanien          |                     |                          |                     |
| Katalonien                       | Lleida                | Alins                               |                          | Ariège          | Okzitanien          |                     |                          |                     |
| Katalonien                       | Lleida                | A n d o r a                         |                          | Ariège          | Okzitanien          |                     |                          |                     |
| Katalonien                       | Lleida                | Lles de Cerdanya                    |                          | P y r e n ä e n | Okzitanien          |                     | Porta                    | Pyrénées-Orientales |
| Katalonien                       | Girona                | Meranges                            |                          | P y r e n ä e n | Okzitanien          |                     | Porta                    | Pyrénées-Orientales |
| Katalonien                       | Girona                | Ger                                 |                          | P y r e n ä e n | Okzitanien          |                     | Porta                    | Pyrénées-Orientales |
| Katalonien                       | Girona                | Guils de Cerdanya                   |                          | P y r e n ä e n | Okzitanien          |                     | Porta                    | Pyrénées-Orientales |
| Katalonien                       | Girona                | Latour-de-Carol                     |                          | P y r e n ä e n | Okzitanien          |                     |                          | Pyrénées-Orientales |
| Katalonien                       | Girona                | Enveitg                             |                          | P y r e n ä e n | Okzitanien          |                     |                          | Pyrénées-Orientales |
| Katalonien                       | Girona                | Puigcerdà                           |                          | P y r e n ä e n | Okzitanien          |                     |                          | Pyrénées-Orientales |
| Katalonien                       | Girona                | Ur                                  |                          | P y r e n ä e n | Okzitanien          |                     |                          | Pyrénées-Orientales |
| Katalonien                       | Girona                | Llívia (Exklave)                    |                          | P y r e n ä e n | Okzitanien          |                     |                          | Pyrénées-Orientales |
| Katalonien                       | Girona                | Bourg-Madame                        |                          | P y r e n ä e n | Okzitanien          |                     |                          | Pyrénées-Orientales |
| Katalonien                       | Girona                | Sainte-Léocadie                     |                          | P y r e n ä e n | Okzitanien          |                     |                          | Pyrénées-Orientales |
| Katalonien                       | Girona                | Saillagouse                         |                          | P y r e n ä e n | Okzitanien          |                     |                          | Pyrénées-Orientales |
| Katalonien                       | Girona                | Estavar                             |                          | P y r e n ä e n | Okzitanien          |                     |                          | Pyrénées-Orientales |
| Katalonien                       | Girona                | Targasonne                          |                          | P y r e n ä e n | Okzitanien          |                     |                          | Pyrénées-Orientales |
| Katalonien                       | Girona                | Angoustrine-Villeneuve-des-Escaldes |                          | P y r e n ä e n | Okzitanien          |                     |                          | Pyrénées-Orientales |
| Katalonien                       | Girona                | Puigcerdà                           |                          | P y r e n ä e n | Okzitanien          |                     | Palau-de-Cerdagne        | Pyrénées-Orientales |
| Katalonien                       | Girona                | Alp                                 |                          | P y r e n ä e n | Okzitanien          |                     | Palau-de-Cerdagne        | Pyrénées-Orientales |
| Katalonien                       | Girona                | Toses                               |                          | P y r e n ä e n | Okzitanien          |                     | Palau-de-Cerdagne        | Pyrénées-Orientales |
| Katalonien                       | Girona                | Valcebollère                        |                          | P y r e n ä e n | Okzitanien          |                     |                          | Pyrénées-Orientales |
| Katalonien                       | Girona                | Planoles                            |                          | P y r e n ä e n | Okzitanien          |                     |                          | Pyrénées-Orientales |
| Katalonien                       | Girona                | Queralbs                            |                          | P y r e n ä e n | Okzitanien          |                     |                          | Pyrénées-Orientales |
| Katalonien                       | Girona                | Err                                 |                          | P y r e n ä e n | Okzitanien          |                     |                          | Pyrénées-Orientales |
| Katalonien                       | Girona                | Llo                                 |                          | P y r e n ä e n | Okzitanien          |                     |                          | Pyrénées-Orientales |
| Katalonien                       | Girona                | Eyne                                |                          | P y r e n ä e n | Okzitanien          |                     |                          | Pyrénées-Orientales |
| Katalonien                       | Girona                | Fontpédrouse                        |                          | P y r e n ä e n | Okzitanien          |                     |                          | Pyrénées-Orientales |
| Katalonien                       | Girona                | Setcases                            |                          | P y r e n ä e n | Okzitanien          |                     |                          | Pyrénées-Orientales |
| Katalonien                       | Girona                | Mantet                              |                          | P y r e n ä e n | Okzitanien          |                     |                          | Pyrénées-Orientales |
| Katalonien                       | Girona                | Prats-de-Mollo-la-Preste            |                          | P y r e n ä e n | Okzitanien          |                     |                          | Pyrénées-Orientales |
| Katalonien                       | Girona                | Molló                               |                          | P y r e n ä e n | Okzitanien          |                     |                          | Pyrénées-Orientales |
| Katalonien                       | Girona                | Camprodon                           |                          | P y r e n ä e n | Okzitanien          |                     |                          | Pyrénées-Orientales |
| Katalonien                       | Girona                | Lamanère                            |                          | P y r e n ä e n | Okzitanien          |                     |                          | Pyrénées-Orientales |
| Katalonien                       | Girona                | Montagut i Oix                      |                          | P y r e n ä e n | Okzitanien          |                     |                          | Pyrénées-Orientales |
| Katalonien                       | Girona                | Albanyà                             |                          | P y r e n ä e n | Okzitanien          |                     |                          | Pyrénées-Orientales |
| Katalonien                       | Girona                | Serralongue                         |                          | P y r e n ä e n | Okzitanien          |                     |                          | Pyrénées-Orientales |
| Katalonien                       | Girona                | Coustouges                          |                          | P y r e n ä e n | Okzitanien          |                     |                          | Pyrénées-Orientales |
| Katalonien                       | Girona                | Maçanet de Cabrenys                 |                          | P y r e n ä e n | Okzitanien          |                     | Saint-Laurent-de-Cerdans | Pyrénées-Orientales |
| Katalonien                       | Girona                | Maçanet de Cabrenys                 | Amélie-les-Bains-Palalda | P y r e n ä e n | Okzitanien          |                     |                          | Pyrénées-Orientales |
| Katalonien                       | Girona                | Maçanet de Cabrenys                 | Reynès                   | P y r e n ä e n | Okzitanien          |                     |                          | Pyrénées-Orientales |
| Katalonien                       | Girona                | Maçanet de Cabrenys                 | Céret                    | P y r e n ä e n | Okzitanien          |                     |                          | Pyrénées-Orientales |
| Katalonien                       | Girona                | Maçanet de Cabrenys                 | Maureillas-las-Illas     | P y r e n ä e n | Okzitanien          |                     |                          | Pyrénées-Orientales |
| Katalonien                       | Girona                | La Vajol                            |                          | P y r e n ä e n | Okzitanien          |                     |                          | Pyrénées-Orientales |
| Katalonien                       | Girona                | Agullana                            |                          | P y r e n ä e n | Okzitanien          |                     |                          | Pyrénées-Orientales |
| Katalonien                       | Girona                | La Jonquera                         |                          | P y r e n ä e n | Okzitanien          |                     |                          | Pyrénées-Orientales |
| Katalonien                       | Girona                | Le Perthus                          |                          | P y r e n ä e n | Okzitanien          |                     |                          | Pyrénées-Orientales |
| Katalonien                       | Girona                | L’Albère                            |                          | P y r e n ä e n | Okzitanien          |                     |                          | Pyrénées-Orientales |
| Katalonien                       | Girona                | Laroque-des-Albères                 |                          | P y r e n ä e n | Okzitanien          |                     |                          | Pyrénées-Orientales |
| Katalonien                       | Girona                | Sorède                              |                          | P y r e n ä e n | Okzitanien          |                     |                          | Pyrénées-Orientales |
| Katalonien                       | Girona                | Espolla                             |                          | P y r e n ä e n | Okzitanien          |                     |                          | Pyrénées-Orientales |
| Katalonien                       | Girona                | Argelès-sur-Mer                     |                          | P y r e n ä e n | Okzitanien          |                     |                          | Pyrénées-Orientales |
| Katalonien                       | Girona                | Banyuls-sur-Mer                     |                          | P y r e n ä e n | Okzitanien          |                     |                          | Pyrénées-Orientales |
| Katalonien                       | Girona                | Rabós                               |                          | P y r e n ä e n | Okzitanien          |                     |                          | Pyrénées-Orientales |
| Katalonien                       | Girona                | Colera                              |                          | P y r e n ä e n | Okzitanien          |                     |                          | Pyrénées-Orientales |
| Katalonien                       | Girona                | Portbou                             |                          | P y r e n ä e n | Okzitanien          |                     |                          | Pyrénées-Orientales |
| Katalonien                       | Girona                | Cerbère                             |                          | P y r e n ä e n | Okzitanien          |                     |                          | Pyrénées-Orientales |
| Mittelmeer                       |                       |                                     |                          |                 |                     |                     |                          |                     |

Legende
* 1=Luzaide

## Eisenbahnverkehr
Auf der iberischen Halbinsel wurden bis 1988 die Bahnstrecken in Breitspur (1.672 mm in Spanien, 1.665 mm in Portugal) gebaut. An den Grenzbahnhöfen zwischen Frankreich und Spanien mussten Zugpassagiere umsteigen und Waren mussten umgeladen werden. 
1967/68 wurde die erste Umspurungs-Anlage entwickelt; Eisenbahnwaggons erhalten in dieser Anlage entweder andere Radsätze oder andere Drehgestelle. 
Seit 1992 ist die Schnellfahrstrecke Madrid–Sevilla in Betrieb. Sie ist die erste spanische Eisenbahnmagistrale, die in europäischer Normalspur gebaut wurde. Das gesamte spanische Hochgeschwindigkeitsnetz (2020: 13 Linien, über 2500 km Länge) hat Normalspur und wurde Ende 2010 mit der LGV Perpignan–Figueres an das Netz des Kontinents angebunden.